# 渡辺倫果
渡辺 倫果（わたなべ りんか、英語: Rinka Watanabe、2002年7月19日 - ）は、日本のフィギュアスケート選手（女子シングル）。千葉県出身。青森山田高等学校卒業、法政大学通信教育部在学中。
主な戦績は、2023年世界選手権10位、2023年四大陸選手権5位、2022年世界ジュニア選手権10位、2022年プランタン杯優勝、2022年スケートカナダ優勝、2022年ロンバルディアトロフィー優勝、など。

## 人物
千葉県出身。3歳の頃、トリノオリンピック金メダルの荒川静香の演技をテレビで観戦したことにより、フィギュアスケートを始める。
フィギュアスケートを開始直後に練習をしていたリンクが閉鎖されてしまい、その後は新横浜スケートセンター、東伏見アイスアリーナと練習拠点の変更を余儀なくされた。
文華女子中学校入学後は東京を拠点に練習をしていたが、中学3年で青森山田中学に転校。同時に、関徳武コーチの指導を受けるため練習拠点をカナダに移した。中学卒業後は、青森山田高等学校に進学。高校進学後もカナダを拠点に練習を積んでいたが、コロナ禍の影響で2020年に帰国することとなった。
帰国後、しばらくは練習拠点を木下グループに置き、2021年4月の法政大学通信教育部経済学部入学後は一時的にMFアカデミーに籍を置くこととなったが、コロナ禍でカナダへ渡航の見通しが立たない中で練習拠点の変更を決意、2021年夏より正式にMFアカデミー所属となり、中庭健介コーチや南雲百惠コーチらの指導を仰いでいる。
所属先のMFアカデミーでは、チームで年上の渡辺は『ねぇさん』と呼ばれ、慕われている。
2023年1月、TOKIOインカラミと所属契約。イフイング社・TOKIOインカラミとは2022年12月に広告契約を結んでいる。

## 経歴

### ノービス時代

#### 2013-14シーズン
東京選手権ノービスBクラスで1位となり、全日本ノービス選手権に出場。全日本ノービス選手権では、ジャンプでミスが出たものの、71.26点を獲得して優勝する。
全日本ノービス選手権で優勝したことにより、NHK杯のエキシビションに招待され、演技を披露した。

#### 2014-15シーズン
東京選手権ノービスAクラスで92.84点を獲得して1位となり、連覇を達成。
全日本ノービス選手権Aクラスでは5位に入り、全日本ジュニア選手権に推薦で出場。初出場となった全日本ジュニア選手権では、ショートプログラムで冒頭のコンビネーションジャンプで転倒してセカンドジャンプに繋げられず、単独の3回転ルッツでもミスがあり、30位とフリースケーティング進出とはならなかった。

#### 2015-16シーズン
全日本ノービス選手権Aクラスでは、89.08点を獲得して4位に入る。
2年連続での出場となった全日本ジュニア選手権では、3回転-3回転のコンビネーションジャンプを含むすべてのジャンプを着氷、スピンすべてでレベル4を獲得して9位と健闘し、フリースケーティングに進出。フリースケーティングでは、ジャンプ7本中4本が回転不足となるなど得点を伸ばせず17位、トータル13位となった。
シーズン終盤は、初の国際大会となるプランタン杯アドバンスドノービスクラスに出場。ショートプログラムを1位で折り返すと、フリースケーティングでは3回転トウループ-3回転トウループのコンビネーションジャンプを決めるなどジャンプすべてを成功させて1位となり、国際大会初出場で初優勝となった。

### ジュニア時代

#### 2016-17シーズン
7月に膝の軟骨剥離を発症。腰骨から骨を移植する6時間の大手術を経て、9月の東京選手権で復帰。
全日本ジュニア選手権の地方予選となる東京選手権では、手術後の影響もあり、ショートプログラムですべてのジャンプで転倒してしまい、フリースケーティング進出を逃す。
シーズン終了後に青森山田中学へ転校、練習拠点をカナダ・バンクーバーへ移した。

#### 2017-18シーズン
東北・北海道選手権を1位で通過。
東日本ジュニア選手権では、ショートプログラム・フリースケーティングともにジャンプすべてを着氷、スピンすべてでレベル4を獲得して1位となり、けがの影響で昨シーズン出場を逃した全日本ジュニア選手権への出場を決めた。
二年振りの出場となった全日本ジュニア選手権では、ショートプログラムにてジャンプすべてを着氷、スピンすべてでレベル4を獲得、59.45点で4位に着ける。フリースケーティングでは、冒頭のコンビネーションジャンプのセカンドジャンプが回転不足となり、3回転フリップで軽微なエッジエラーを取られるなどしたが、演技全体をまとめて109.17点を獲得。トータルでは168.62点獲得で5位とショートプログラムより順位を下げたが、5位入賞と健闘した。
全日本ジュニア選手権の成績により、全日本選手権に推薦出場が決定。初出場となった全日本選手権では、ショートプログラムにてすべてのジャンプを着氷、安定した演技を見せて19位でフリースケーティングに進出。フリースケーティングでは、コンビネーションジャンプで回転不足は取られはしたものの、演技後半の三連続ジャンプを決めて106.45点獲得、トータル161.91点獲得で19位となった。
シーズン終盤には、ババリアンオープンに出場。ショートプログラム・フリースケーティングともに2位、総合でも2位となり表彰台に上がった。

#### 2018-19シーズン
全日本ジュニア選手権では、ショートプログラムにて3回転フリップにミスがあり、54.16点獲得で6位スタートとなる。フリースケーティングでは、前半3つのコンビネーションジャンプを決めるも、その後の単独のジャンプにミスが出てしまい、103.54点獲得で5位。トータルでは157.70点獲得で4位と順位を上げるも、表彰台には届かなかった。
二年連続で推薦出場となった全日本選手権では、ショートプログラムにて3回転ルッツの着氷が詰まってしまいコンビネーションジャンプに繋げられず、演技後半にリカバリーで跳んだコンビネーションジャンプのセカンドジャンプが1回転となってしまい、得点を伸ばせず23位でフリースケーティングに進出。フリースケーティングでは、冒頭の3回転ルッツの着氷が乱れコンビネーションジャンプにならなかったものの、2回転アクセルに3回転トウループをつけてリカバリーするなど落ち着いた演技を見せて、111.52点を獲得。トータル161.99点獲得で18位と順位を上げた。
シーズン終盤は、プランタン杯に出場。ショートプログラムですべてのジャンプを着氷させて1位スタートとなる。フリースケーティングでは、演技中盤で2回の転倒などジャンプでのミスはあったものの1位となり、トータルでも1位となった。

#### 2019-20シーズン
東北・北海道選手権を3位で通過。
東日本選手権では、ショートプログラムにて3回転ループで転倒するなど、ジャンプでのミスが響き20位スタートとなる。フリースケーティングでは、3回転フリップでの転倒や、ジャンプの回転不足などが重なり得点を伸ばせず16位。トータルでも16位と順位を伸ばせず、全日本ジュニア選手権進出とはならなかった。

### シニア移行後

#### 2020-21シーズン
東北・北海道選手権で優勝。
東日本選手権では、単独の3回転ループで着氷が乱れたものの、55.42点を獲得して6位となる。フリースケーティングでは、ジャンプに細かいミスはあったもののフリー3位となる111.77点を獲得、トータルでも3位表彰台と順位を上げて、全日本選手権の出場権を獲得した。
全日本選手権では、ショートプログラムにて、冒頭の3回転ルッツで転倒、リカバリーに臨んだコンビネーションジャンプでも着氷が乱れて27位となり、フリースケーティング進出とはならなかった。

#### 2021-22シーズン
東京選手権で2位となり、東日本選手権に進出。
東日本選手権では、ショートプログラムで3回転ルッツが1回転となり、リカバリーで跳んだコンビネーションジャンプでも4分の1回転不足を取られてしまい、5位となる。フリースケーティングでは、3回転アクセルに挑み転倒するものの、演技をまとめてフリー1位となる119.42点を獲得。トータルでも1位となり、全日本選手権進出を決めた。
全日本選手権では、ショートプログラムですべてのジャンプを成功させて、スピン・ステップすべてでレベル4を獲得して8位に着ける。フリースケーティングでは、冒頭の3回転アクセルを成功させる。続く三連続ジャンプ、演技後半のコンビネーションジャンプ等、ジャンプすべてを成功させて、スピン・ステップすべてで最高難度のレベル4を獲得。フリー4位となる134.08点を獲得、トータル199.15点獲得で6位となり、全日本選手権で初めての入賞を果たした。
全日本選手権の成績により、世界ジュニア選手権の代表に選出。
ババリアンオープンにて2位となり、世界ジュニア選手権のミニマムスコアを獲得。
国際スケート連盟公認大会初出場となった世界ジュニア選手権では、ショートプログラムにて単独の3回転フリップが1回転となるミスが響き、11位スタートとなる。巻き返しを狙ったフリースケーティングでは、冒頭に3回転アクセルに臨むも回転不足となり転倒、3回転ループが1回転となり、演技後半の3回転ルッツが2回転となり転倒するなどジャンプで精彩を欠き、105.48点獲得でフリー11位。トータルでは10位と順位を上げたが、納得のいく結果は残せなかった。ただし、初めての世界主要大会出場で3回転アクセルに挑戦するなど、今後の自信になったと語っており、来季以降の飛躍を誓った。

#### 2022-23シーズン
国内大会出場を経て、ロンバルディア杯に出場。ショートプログラムでは、冒頭に3回転アクセルに臨むもダウングレード判定となるが、その後の3回転ルッツ-3回転トウループのコンビネーションジャンプ、単独の3回転ループを成功させて66.83点獲得で2位に着ける。
フリースケーティングでは、冒頭の3回転アクセルを高い加点で成功させると勢いに乗り、3つのコンビネーションジャンプすべてを成功させる。最後のジャンプである3回転ルッツが両足着氷となるミスはあったが、スピン・ステップすべてでレベル4を獲得。フリー1位となる146.31点を獲得し、トータル213.14点でショートプログラム2位から逆転で、ISU公認大会初優勝を飾った。
2022年10月、グランプリシリーズ スケートカナダ、NHK杯に出場予定であった樋口新葉が疲労骨折などの故障の影響により今シーズンの全ての競技会を欠場して休養入りすると発表。樋口の欠場に伴い、渡辺がNHK杯に代替出場することとなり、グランプリシリーズの初出場が決まった。
また、スケートカナダにも、渡辺が代替出場することが発表された。
10月29日、カナダ・ミシサガでのグランプリシリーズデビュー戦となったスケートカナダで、ショートプログラムで6位につけた渡辺は、フリースケーティングで3回転アクセルを成功させるなど134.32点をマークし、大逆転でグランプリシリーズ初出場初優勝の快挙を達成した。
グランプリシリーズ二戦目のNHK杯では、ショートプログラムにて冒頭の3回転アクセルで転倒。3回転ルッツ-3回転トウループのコンビネーションジャンプは成功させたが、3回転ループが1回転となり得点にならず、58.36点獲得に留まり9位と出遅れる。
フリースケーティングでは、冒頭の3回転アクセルは僅かな乱れはあったものの着氷、続く単独の3回転ループと、3回転ループ-3回転トウループのコンビネーションジャンプを成功させる。3回転フリップは両足着氷となったものの、3回転ルッツ-2回転アクセルのジャンプシークエンス、2回転アクセルからの三連続ジャンプを成功させる。最後のジャンプである3回転ルッツが1回転となるが、スピンすべてでレベル4を獲得して、フリー3位となる129.71点を獲得。トータル188.07点獲得で5位と順位を上げた。
グランプリシリーズ全六戦終了後の結果を受けて、初のグランプリファイナルへの進出が決定した。
グランプリファイナルでは、ショートプログラムにて冒頭の3回転アクセルを4分の1回転不足との判定ながら着氷。3回転ルッツ-3回転トウループのコンビネーションジャンプと単独の3回転ループを成功させて、スピン・ステップ全てでレベル4を獲得。自己ベストとなる72.58点を出して4位に着ける。
フリースケーティングでは、冒頭の3回転アクセルは回転不足となり手をついてしまう。続く3回転ループを成功させるも、3回転ループ-3回転トウループのコンビネーションジャンプのループジャンプで回転不足との判定を受ける。演技後半の3回転ルッツが回転不足となり転倒となるが、その後の三連続ジャンプを成功。最後のジャンプである3回転ルッツ-2回転アクセルのジャンプシークエンスのアクセルジャンプが1回転となったが、スピン・ステップではレベル4を獲得。フリースケーティング3位となる123.43点獲得となるものの、トータルでは196.01点で銅メダルを獲得したルナ・ヘンドリックスに僅か及ばず4位となった。
全日本選手権では、ショートプログラムにて冒頭の3回転アクセルが両足着氷で回転不足の判定となり、コンビネーションジャンプを予定していた3回転ルッツでも両足着氷で回転不足の判定となる。3回転ループに3回転トウループをつけてリカバリーするも、得点源のジャンプの失敗が響き56.23点獲得に留まり18位スタートとなる。
フリースケーティングでは、冒頭の3回転アクセルを4分の1回転不足の判定となるものの着氷。続く3回転ループを成功させると、3回転ループからのコンビネーションジャンプを、3回転トウループが4分の1回転不足となるものの着氷させる。演技後半の3回転ルッツ-2回転アクセルのジャンプシークエンスを成功させるも、三連続ジャンプの3回転サルコウで転倒、単独の3回転ルッツで両足着氷となり回転不足の判定を受ける。ジャンプでのミスはあったものの、フリー9位となる127.76点を獲得。トータル183.99点獲得で12位と順位を上げた。
全日本選手権は12位だったものの、四大陸選手権と世界選手権の代表に選出された。
初出場となった四大陸選手権では、ショートプログラムにて冒頭の3回転アクセルに挑むも着氷が乱れ、3回ルッツからのコンビネーションジャンプの3回転トウループが4分の1回転不足との判定を受ける。演技後半の3回転ループを成功させて、スピン・ステップ全てでレベル4を獲得。65.60点獲得で8位に着ける。
フリースケーティングでは、冒頭の3回転アクセルと、3回転ループ-3回転トウループのコンビネーションジャンプを成功させる。続くジャンプシークエンスの3回転ルッツが1回転となるも、その後のジャンプをすべて着氷させる。僅かに回転不足となるジャンプはあったものの、スピン・ステップ全てで最高難度のレベル4で揃え、フリースケーティング4位となる134.90点を獲得。トータルで200点超えを達成する200.50点を獲得し5位となった。
世界選手権では、ショートプログラムにて、冒頭の3回転アクセルで転倒。続く3回転ルッツが1回転となり得点とならなかったものの、演技後半の3回転ループに3回転トウループをつけてリカバリーに成功。スピンとステップではレベル4を獲得するものの、ジャンプのミスが響き60.90点獲得で15位スタートとなる。
フリースケーティングでは、3回転アクセルが回転不足の判定で転倒となり、続く3回転ループ-3回転トウループのセカンドジャンプで軽微な回転不足との判定を受ける。3回転ルッツ-2回転アクセルのジャンプシークエンスを成功させるも、3回転フリップの着氷で手を着いてしまう。演技後半の3回転ルッツで軽微な回転不足との判定を受けるも、その後のジャンプシークエンスと単独の3回転ループを成功。演技終盤のスピン・ステップでレベル4を獲得。フリー7位となる131.91点を獲得して、トータル192.81点獲得で10位となった。
当初はチャレンジャーシリーズ一戦のみの参戦予定であったが、チャンスを得たグランプリシリーズでは初出場初優勝を果たすなど飛躍のシーズンであったものの、「世界選手権は納得のいくものではなかった」と語っており、来シーズンの世界選手権出場を目標に、今後の飛躍を誓った。

## 技術・演技
3回転アクセルを含む、6種類の3回転ジャンプを跳ぶことが出来る。
3回転アクセルは、国内大会では2021年12月に全日本選手権のフリースケーティングにて初めて着氷させており、国際スケート連盟公認大会では、2022年ロンバルディアトロフィーのフリースケーティングにて成功させた。
コンビネーションジャンプでは、国際スケート連盟非公認ながら3回転アクセル-3回転トウループを、2022年東日本学生選手権にて成功させている。
4回転ジャンプについても言及しており、4回転ループと4回転ルッツ習得に向けて意欲をみせている。

## 競技成績

### ISUパーソナルベストスコア
- SP - ショートプログラム、FS - フリースケーティング
- TSS - 部門内合計得点（英: Total segment score）は太字
- TES - 技術要素点（英: Technical element score）、PCS - 演技構成点（英: Program component score）

| 部門 | 種類 | 得点   | 大会                           |
| ---- | ---- | ------ | ------------------------------ |
| 総合 | TSS  | 213.14 | 2022年ロンバルディアトロフィー |
| SP   | TSS  | 72.58  | 2022/2023 GPファイナル         |
| SP   | TES  | 41.05  | 2022/2023 GPファイナル         |
| SP   | PCS  | 32.92  | 2024年中国杯                   |
| FS   | TSS  | 146.31 | 2022年ロンバルディアトロフィー |
| FS   | TES  | 77.56  | 2022年ロンバルディアトロフィー |
| FS   | PCS  | 68.75  | 2022年ロンバルディアトロフィー |

### 主な戦績
- GP - ISUグランプリシリーズ
- CS - ISUチャレンジャーシリーズ

| 大会名                      | 2017–18 | 2018–19 | 2019–20 | 2020–21 | 2021–22 | 2022–23 | 2023–24 | 2024–25 | 2025–26 |
| --------------------------- | ------- | ------- | ------- | ------- | ------- | ------- | ------- | ------- | ------- |
| 世界選手権                  |         |         |         |         |         | 10位    |         |         |         |
| 四大陸選手権                |         |         |         |         |         | 5位     | 3位     |         |         |
| GP ファイナル               |         |         |         |         |         | 4位     |         |         |         |
| GP スケートアメリカ         |         |         |         |         |         |         |         | 2位     | TBD     |
| GP スケートカナダ           |         |         |         |         |         | 1位     | 6位     |         |         |
| GP 中国杯                   |         |         |         |         |         |         | 2位     | 5位     | TBD     |
| GP NHK杯                    |         |         |         |         |         | 5位     |         |         |         |
| CS ロンバルディアトロフィー |         |         |         |         |         | 1位     |         |         |         |
| CS フィンランディア杯       |         |         |         |         |         |         | 2位     |         |         |
| チャレンジカップ            |         |         |         |         |         |         |         | 1位     |         |
| プランタン杯                |         |         |         |         | 1位     |         |         |         |         |
| 全日本選手権                | 19位    | 18位    |         | 27位    | 6位     | 12位    | 6位     | 7位     |         |

- J - ジュニアクラス
- N - アドバンスドノービスクラス
- A - Aクラス
- B - Bクラス

| 大会名               | 2013–14 | 2014–15 | 2015–16 | 2016–17 | 2017–18 | 2018–19 | 2019–20 | 2020–21 | 2021–22 |
| -------------------- | ------- | ------- | ------- | ------- | ------- | ------- | ------- | ------- | ------- |
| 世界Jr.選手権        |         |         |         |         |         |         |         |         | 10位    |
| ババリアンオープン   |         |         |         |         | 2位 J   |         |         |         | 2位 J   |
| プランタン杯         |         |         | 1位 N   |         |         | 1位 J   |         |         |         |
| 全日本Jr.選手権      |         | 30位    | 13位    |         | 5位     | 4位     |         |         |         |
| 全日本ノービス選手権 | 1位 B   | 5位 A   | 4位 A   |         |         |         |         |         |         |

### 詳細
パーソナルベストは太字で表示
| 2024-2025 シーズン    |                                                               |          |          |          |
| 開催日                | 大会名                                                        | SP       | FS       | 結果     |
| 2025年2月13日 - 16日  | チャレンジカップ 2025（ティルブルフ）                         | 1 75.86  | 1 137.50 | 1 213.36 |
| 2024年12月19日 - 22日 | 第93回全日本フィギュアスケート選手権（門真）                  | 11 65.96 | 6 132.59 | 7 198.55 |
| 2024年11月22日 - 24日 | ISUグランプリシリーズ 中国杯（重慶）                          | 5 69.08  | 6 127.87 | 5 196.95 |
| 2024年10月18日 - 20日 | ISUグランプリシリーズ スケートアメリカ（アレン）              | 3 66.54  | 3 128.68 | 2 195.22 |
| 2024年9月13日 - 15日  | ISUチャレンジャーシリーズロンバルディアトロフィー（ベルガモ） | 6 61.79  | 8 102.25 | 8 164.04 |

| 2023-2024 シーズン     |                                                          |         |          |          |
| 開催日                 | 大会名                                                   | SP      | FS       | 結果     |
| 2024年1月30日 - 2月4日 | 2024年四大陸フィギュアスケート選手権（上海）             | 4 67.22 | 2 134.95 | 3 202.17 |
| 2023年12月20日 - 24日  | 第92回全日本フィギュアスケート選手権（長野）             | 8 63.66 | 7 131.22 | 6 194.88 |
| 2023年11月10日 - 12日  | ISUグランプリシリーズ中国杯（重慶）                      | 2 65.09 | 2 138.13 | 2 203.22 |
| 2023年10月27日 - 29日  | ISUグランプリシリーズ スケートカナダ（バンクーバー ）    | 7 57.52 | 6 124.56 | 6 182.08 |
| 2023年10月6日 - 8日    | ISUチャレンジャーシリーズ フィンランディア杯（エスポー） | 3 62.73 | 4 117.63 | 2 180.36 |

| 2022-2023 シーズン    |                                                                |          |          |           |
| 開催日                | 大会名                                                         | SP       | FS       | 結果      |
| 2023年3月20日 - 26日  | 2023年世界フィギュアスケート選手権（さいたま）                 | 15 60.90 | 7 131.91 | 10 192.81 |
| 2023年2月7日 - 12日   | 2023年四大陸フィギュアスケート選手権（コロラドスプリングス）   | 8 65.60  | 4 134.90 | 5 200.50  |
| 2022年12月21日 - 25日 | 第91回全日本フィギュアスケート選手権（門真）                   | 18 56.23 | 9 127.76 | 12 183.99 |
| 2022年12月8日 - 11日  | 2022/2023 ISUグランプリファイナル（トリノ）                    | 4 72.58  | 3 123.43 | 4 196.01  |
| 2022年11月18日 - 20日 | ISUグランプリシリーズ NHK杯（札幌）                            | 9 58.36  | 3 129.71 | 5 188.07  |
| 2022年10月28日 - 30日 | ISUグランプリシリーズ スケートカナダ（ミシサガ）               | 6 63.27  | 1 134.32 | 1 197.59  |
| 2022年9月15日 - 18日  | ISUチャレンジャーシリーズ ロンバルディアトロフィー（ベルガモ） | 2 66.83  | 1 146.31 | 1 213.14  |

| 2021-2022 シーズン    |                                                              |          |           |           |
| 開催日                | 大会名                                                       | SP       | FS        | 結果      |
| 2022年4月13日 - 17日  | 2022年世界ジュニアフィギュアスケート選手権（タリン）         | 11 59.96 | 11 105.48 | 10 165.44 |
| 2022年3月18日 - 20日  | 2022年プランタン杯（ルクセンブルク）                         | 1 64.07  | 1 126.77  | 1 190.84  |
| 2022年1月18日 - 23日  | 2022年ババリアンオープンジュニアクラス（オーベルストドルフ） | 2 59.57  | 2 124.12  | 2 183.69  |
| 2021年12月22日 - 26日 | 第90回全日本フィギュアスケート選手権（さいたま）             | 8 65.07  | 4 134.08  | 6 199.15  |

| 2020-2021 シーズン    |                                              |          |    |          |
| 開催日                | 大会名                                       | SP       | FS | 結果     |
| 2020年12月24日 - 27日 | 第89回全日本フィギュアスケート選手権（長野） | 27 46.18 | -  | 27 46.18 |

| 2018-2019 シーズン    |                                                      |          |           |           |
| 開催日                | 大会名                                               | SP       | FS        | 結果      |
| 2019年3月15日 - 17日  | 2019年プランタン杯ジュニアクラス（ルクセンブルク）   | 1 58.79  | 1 94.50   | 1 153.29  |
| 2018年12月20日 - 24日 | 第87回全日本フィギュアスケート選手権（門真）         | 23 50.47 | 14 111.52 | 18 161.99 |
| 2018年11月23日 - 25日 | 第87回全日本フィギュアスケートジュニア選手権（福岡） | 6 54.16  | 5 103.54  | 4 157.70  |

| 2017-2018 シーズン    |                                                               |          |           |           |
| 開催日                | 大会名                                                        | SP       | FS        | 結果      |
| 2018年1月26日 - 31日  | 2018年ババリアンオープンジュニアクラス（オーベルストドルフ ） | 2 57.41  | 2 106.95  | 2 164.36  |
| 2017年12月21日 - 24日 | 第86回全日本フィギュアスケート選手権（調布）                  | 19 55.46 | 18 106.45 | 19 161.91 |
| 2017年11月24日 - 26日 | 第86回全日本フィギュアスケートジュニア選手権（前橋）          | 4 59.45  | 5 109.17  | 5 168.62  |

| 2015-2016 シーズン    |                                                                |         |          |           |
| 開催日                | 大会名                                                         | SP      | FS       | 結果      |
| 2016年3月11日 - 13日  | 2016年プランタン杯アドバンスドノービスクラス（ルクセンブルク） | 1 41.06 | 1 76.63  | 1 117.69  |
| 2015年11月21日 - 23日 | 第84回全日本フィギュアスケートジュニア選手権（ひたちなか）     | 9 53.35 | 17 87.55 | 13 140.90 |
| 2015年10月23日 - 25日 | 第19回全日本フィギュアスケートノービス選手権 Aクラス（西東京） |         | 4 89.08  | 4 89.08   |

| 2014-2015 シーズン    |                                                              |          |         |          |
| 開催日                | 大会名                                                       | SP       | FS      | 結果     |
| 2014年11月22日 - 24日 | 第83回全日本フィギュアスケートジュニア選手権（新潟）         | 30 38.83 | -       | 30 38.83 |
| 2014年10月24日 - 26日 | 第18回全日本フィギュアスケートノービス選手権 Aクラス（高槻） |          | 5 83.65 | 5 83.65  |

| 2013-2014 シーズン    |                                                    |    |         |         |
| 開催日                | 大会名                                             | SP | FS      | 結果    |
| 2013年10月25日 - 27日 | 第17回全日本ノービス選手権 Bクラス（ひたちなか市） |    | 1 71.26 | 1 71.26 |

## プログラム使用曲
| シーズン  | SP                                                                                        | FS | EX                                                                  |
| --------- | ----------------------------------------------------------------------------------------- | --- | ------------------------------------------------------------------- |
| 2024-2025 | 月光 曲：ルートヴィヒ・ヴァン・ベートーヴェン 演奏：辻井伸行 振付：シェイ＝リーン・ボーン | Maria de Buenos Aires 曲：アストル・ピアソラ 振付：ローリー・ニコル |                                                                     |
| 2023-2024 | Avatar: The Way of Water 振付：宮本賢二                                                   | Brotsjor by Olafur Arnald Goliath by Woodkid Meeting Laura (Perfume - The Story of a Murderer) by Johnny Klinek, Reinhold Heil, Tom Tykwer November by Max Richter, Alexander Balanescu 振付：シェイ＝リーン・ボーン | Break Free feat. Zedd 曲：アリアナ・グランデ                        |
| 2022-2023 | 映画『ムーランルージュ』より ロクサーヌのタンゴ 作曲：スティング 振付：宮本賢二           | JIN-仁-（サウンドトラック） 作曲：髙見優、長岡成貢、沢田完 振付：キャシー・リード | 映画『グレイテスト・ショーマン』より This is me 作曲：パセク&ポール |
| 2021-2022 | Heartlines 演奏：Broods 振付：ランス・ヴィポン                                            | カルミナ・ブラーナ 振付：キャシー・リード | Bachelorette 歌唱：ビョーク 振付：関徳武                            |
| 2020-2021 | Bachelorette 歌唱：ビョーク 振付：関徳武                                                  | Sunday Afternoon 歌唱・作曲：レイチェル・ヤマガタ 振付：関徳武 |                                                                     |
| 2019-2020 | Bachelorette 歌唱：ビョーク 振付：関徳武                                                  | 映画『ローグ・ワン/スター・ウォーズ・ストーリー』より ジン・アーソと希望の組曲 作曲：マイケル・ジアッチーノ 振付：マーク・ピレイ                                                                                     |                                                                     |
| 2018-2019 | ピアノ協奏曲第1番 作曲：ピョートル・チャイコフスキー 振付：マーク・ピレイ                 | バレエ『眠れる森の美女』より 作曲：ピョートル・チャイコフスキー 振付：ジョアン・マクラウド、関徳武 |                                                                     |
| 2017-2018 | 映画『ジャングル・ブック』より 作曲：ジョージ・ブランズ                                   | ナット・ロッカー 演奏：ELP 作曲：ピョートル・チャイコフスキー 振付：関徳武 |                                                                     |

## アンバサダー・アドバイザリー・サポート契約
- 【デサント】MOVESPORT（2023年）[52]
- 三和建装株式会社 （2023年）[53]
- 陽光台ファミリー歯科クリニック（2024年）[54]
- United Leaf